# Callogorgia grimaldii
Callogorgia grimaldii är en korallart som först beskrevs av Studer 1890.  Callogorgia grimaldii ingår i släktet Callogorgia och familjen Primnoidae. Inga underarter finns listade i Catalogue of Life.